# 張貞生 (拔貢)
張貞生，陝西華陰人，清朝政府官員。
張貞生為拔貢出身。乾隆四十八年（1783年）四月署台灣府彰化縣知縣，次年被革職。乾隆五十一年（1786年）再次署理此職。